# 巴拉塔里亞 (路易斯安那州)
巴拉塔里亞（英語：Barataria）是位於美國路易斯安那州傑佛遜堂區的一個普查規定居民點。

## 人口
根據2020年美國人口普查的數據，巴拉塔里亞的面積為12.44平方千米，當中陸地面積為11.10平方千米，而水域面積為1.34平方千米。當地共有人口1057人，而人口密度為每平方千米84.97人。